# Municipio Santiago de Huari
Das Municipio Santiago de Huari (auch kurz "Huari") ist ein Verwaltungsbezirk im Departamento Oruro im Hochland des südamerikanischen Anden-Staates Bolivien.

## Lage im Nahraum
Das Municipio Santiago de Huari ist das einzige Municipio in der Provinz Sebastián Pagador. Es grenzt im Nordosten und Norden an den Nordteil der Provinz Eduardo Avaroa, im Nordwesten an die Provinz Sud Carangas und die Provinz Ladislao Cabrera, im Südwesten an den Südteil der Provinz Eduardo Avaroa und im Südosten an das Departamento Potosí.

## Geographie
Das Municipio Santiago de Huari liegt am östlichen Rand des bolivianischen Altiplano vor der Cordillera Azanaques, die ein Teil der Gebirgskette der Cordillera Central ist. Die mittlere Durchschnittstemperatur der Region liegt bei 8–9 °C (siehe Klimadiagramm Challapata) und schwankt zwischen 4 °C im Juni und Juli und 11 °C im Dezember. Der Jahresniederschlag beträgt knapp 350 mm, bei einer ausgeprägten Trockenzeit von April bis Oktober mit Monatsniederschlägen unter 15 mm, und nennenswerten Niederschlägen nur von Dezember bis März mit 60 bis 80 mm Monatsniederschlag.

## Bevölkerung
Die Einwohnerzahl des Municipios Santiago de Huari ist zwischen 1992 und 2024 auf fast das Doppelte angestiegen:
| Jahr | Einwohner | Quelle       |
| ---- | --------- | ------------ |
| 1992 | 7.712     | Volkszählung |
| 2001 | 10.221    | Volkszählung |
| 2012 | 13.153    | Volkszählung |
| 2024 | 13.439    | Volkszählung |

Die Bevölkerungsdichte des Municipios bei der Volkszählung 2024 betrug 4,8 Einwohner/km², der Anteil der städtischen Bevölkerung ist 32,9 Prozent.
Die Lebenserwartung der Neugeborenen lag im Jahr 2001 bei 58,3 Jahren.
Der Alphabetisierungsgrad bei den über 19-Jährigen beträgt 75 Prozent, und zwar 90 Prozent bei Männern und 56 Prozent bei Frauen (2001).

## Politik
Ergebnis der Regionalwahlen (concejales del municipio) vom 4. April 2010:
| Wahl- berechtigte |  | Wahl- beteiligung | gültige Stimmen |  | MAS-IPSP | MSM    |
| ----------------- |  | ----------------- | --------------- |  | -------- | ------ |
| 4.255             |  | 3.718             | 2.421           |  | 1.703    | 718    |
|                   |  | 87,4 %            | 65,1 %          |  | 70,3 %   | 29,7 % |

Ergebnis der Regionalwahlen (elecciones de autoridades políticas) vom 7. März 2021:
| Wahl- berechtigte |  | Wahl- beteiligung | gültige Stimmen |  | MAS-IPSP | BST     | UN SOL PARA ORURO | C-A    | PP     | UNICO  |
| ----------------- |  | ----------------- | --------------- |  | -------- | ------- | ----------------- | ------ | ------ | ------ |
| 5.065             |  | 4.395             | 3.717           |  | 1.836    | 1.341   | 218               | 83     | 80     | 38     |
|                   |  | 86,77 %           | 84,57 %         |  | 49,39 %  | 36,08 % | 5,86 %            | 2,23 % | 2,15 % | 1,02 % |

## Gliederung
Das Municipio unterteilt sich in die folgenden neun Kantone (cantones):
- 04-1401-01 Kanton Santiago de Huari – 11 Ortschaften – 5.015 Einwohner
- 04-1401-02 Kanton Belén de Challamayo – 9 Ortschaften – 456 Einwohner
- 04-1401-03 Kanton Guadalupe – 11 Ortschaften – 492 Einwohner
- 04-1401-04 Kanton Pueblo Milenario (früher: Condo "C") – 23 Ortschaften – 2.101 Einwohner
- 04-1401-05 Kanton Condo "K" – 18 Ortschaften – 711 Einwohner
- 04-1401-06 Kanton Lagunillas – 25 Ortschaften – 1.757 Einwohner
- 04-1401-07 Kanton Urmiri – 15 Ortschaften – 930 Einwohner
- 04-1401-08 Kanton Vichaj Lupe – 12 Ortschaften – 820 Einwohner
- 04-1401-10 Kanton Castilla Huma – 21 Ortschaften – 619 Einwohner

## Ortschaften im Municipio Santiago de Huari
- Kanton Santiago de Huari
  - Santiago de Huari 4332 Einw. – Llapa Llapani 331 Einw.

- Kanton Belén
  - Belén de Challamayo 178 Einw.

- Kanton Guadalupe
  - Guadalupe 206 Einw.

- Kanton Pueblo Milenario
  - San Pedro de Condo 1.048 Einw.

- Kanton Condo "K"

- Kanton Lagunillas
  - Lagunillas 576 Einw.

- Kanton Urmiri
  - Urmiri 373 Einw.

- Kanton Vichaj Lupe
  - Vichajlupe 249 Einw.

- Kanton Castilla Huma
  - Castilla Huma 109 Einw.

## Verkehr
Das Municipio Santiago liegt etwa 2 km östlich der Bahnstrecke Antofagasta–La Paz. Von dort besteht ein Anschlussgleis zur Gemeinde.